# فورت استاکتون (تگزاس)
فورت استاکتون، تگزاس(به انگلیسی: Fort Stockton, Texas) شهری در ایالت تگزاس از ایالات جنوبی ایالات متحده آمریکا است. در سرشماری سال ۲۰۰۰، جمعیت این شهر ۷۸۴۶ نفر اعلام شد.